# Мексиканські експедиційні ВПС

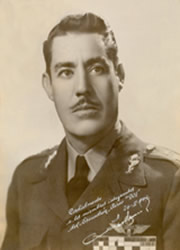
Антоніо Карденас Родрігес - командир Мексиканських експедиційних ВПС

Мексиканські експедиційні ВПС ( ісп . Fuerza Aérea Expedicionaria Mexicana) — підрозділ мексиканських збройних сил, що безпосередньо брало участь у Другій світовій війні (1939—1945 рр.) на боці Союзників.

## Передумови створення

SBD5 Мексиканських ВПС

Після нападу японців на Перл-Харбор 7 грудня 1941 року Мексика, разом з багатьма іншими латиноамериканськими країнами, розірвала дипломатичні відносини з Німеччиною, Італією та Японією.
Одночасно було вжито заходів щодо мобілізації ВПС країни (Fuerza Aerea Mexicana, FAM) для патрулювання тихоокеанського узбережжя та Мексиканської затоки.
13 травня 1942 року біля Маямі підводний човен U-564 потопив мексиканський танкер «Потреро дель Лляно» (Potrero del Llano, 4000 т., загинуло 14 моряків). Через тиждень жертвою U-106 став танкер "Фаха де Оро" (Faja de Oro, 6067 т.).), що здійснював рейс із США на Кубу (це був італійський корабель, конфіскований на самому початку війни).
Після цих атак мексиканський президент генерал Камачо 28 травня 1942 року оголосив війну гітлерівській Німеччині та її союзникам.
Перше бойове зіткнення сталося 7 липня 1942 року в 15 милях на північ від Тампіко . У цей час у мексиканських прибережних водах оперував човен U-129 під командуванням Ганса Вітта, який 26 червня потопив танкер "Тушпам" ( Tuxpam, 7008 т.) і 27 червня - судно "Лас Чоапас" (Las Choapas, 2005 т.).).

Мексиканський льотчик майор Норьєга згодом згадував:
Того дня я був на бойовому чергуванні і отримав радіоповідомлення від пілота комерційного літака про підводний човен. Я негайно злетів на своєму АТ-6 із двома 100-фунтовими бомбами. Після прибуття на місце я виявив тільки хвилі від підводного човна, що занурюється. Однак після отримання "добро" від берегового командування я скинув обидві бомби. Після чого я передав координати і пішов додому, залишивши німців «під опікою» американських бомбардувальників. Після дозаправки я знову злетів і на місці своєї атаки виявив лише плями мазуту (Брілєв)
Насправді U-129 була потоплена. Лише 18 серпня 1944 року човен був знищений власним екіпажем у Бордо під загрозою захоплення союзниками, що висадилися у Франції.
Мексиканське керівництво було налаштоване розширювати військову співпрацю зі США та направити свої підрозділи безпосередньо до районів бойових дій. Для того, щоб перейняти досвід у американських пілотів, які вже встигли повоювати, на початку 1944 року на авіабазі морської авіації Норт-Айленд у Сан-Дієго з'явилися сім мексиканських пілотів під командуванням капітана Карлоса Сервантеса Переса.
Крім того, вони мали освоїти пікіруючі бомбардувальники SBD-5 «Донтлес» (США поставило Мексиці 20 літаків цього типу в сухопутній модифікації А24В).
Через півроку підготовки, 2 липня, президент Мексики Мануель Авіла Камачо урочисто оголосив про направлення мексиканського авіаційного корпусу для війни на Тихому океані.

## Бойовий шлях експедиційного корпусу

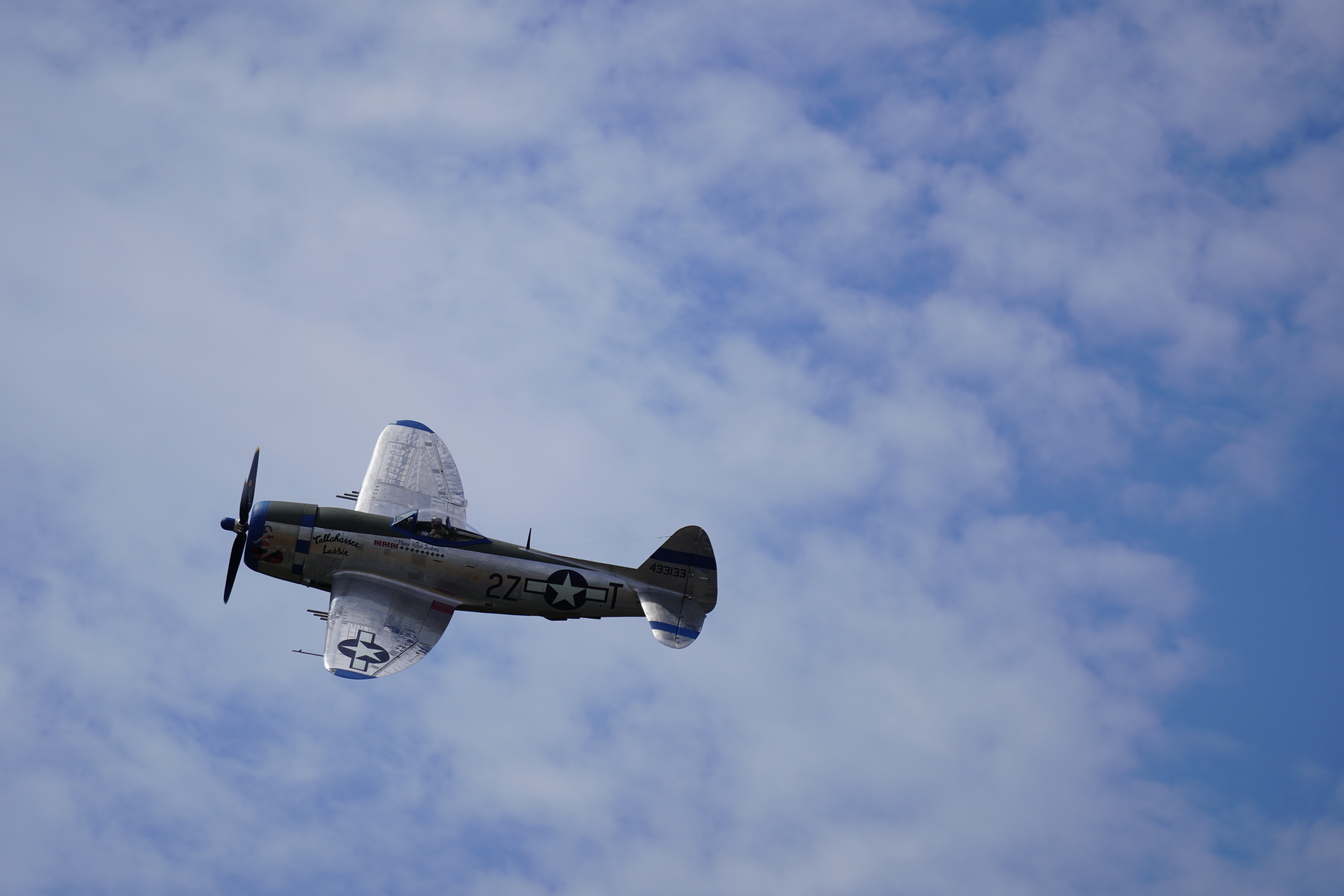
Р-47 "Тандерболт" 201-ї ескадрилії

Мексиканські експедиційні ВПС (Fuerza Aérea Expedicionaria Mexicana) складалися з єдиної 201-ї ескадрильї, на озброєнні якої складалися винищувачі P-47 «Тандерболт» зі складу 384-ї та 385-ї винищувальних груп USAAF, які перетворювалися на нові «Мустанги».
У цей підрозділ відбирали найкращих льотчиків та механіків з усієї країни. У результаті до нього увійшли 38 пілотів та близько 260 осіб наземного персоналу.
На Філіппіни мексиканці прибули у травні 1945 року. Командував підрозділом полковник Антонио Карденас Родригес  (Antonio Cárdenas Rodríguez ), а ескадрильєю - капітан Радамес Гасіола Андраде (Radamés Gaxiola Andrade). Ескадрилью підпорядкували командуванню 58-ї винищувальної групи ВПС США. До червня мексиканці літали лише під командуванням американців і лише у складі змішаних груп, але невдовзі їм дозволили самостійні вильоти.
Ескадрилія мала неофіційну назву Aguilas Aztecas («Ацтекські Орли»)17[джерело?] .
Спочатку мексиканці підтримували наступ американської армії на острові Лусон. Оскільки японська авіація на Філіппінах була вже фактично знищена, їм доводилося літати лише на розвідку та штурмування ворожих позицій.
При цьому недостатнє знання англійської мови мексиканськими пілотами в бойовій обстановці призводило до неточного проходження команд американських авіанавідників, що призвело до кількох випадків «дружнього вогню», в яких загинули американські військовослужбовці.
Зважаючи на це, мексиканців перенаправили на операції проти японських об'єктів на острові Формоза (нині — Тайвань). Мексиканські пілоти також здійснювали прикриття американських конвоїв від японської авіації.
Після припинення бойових дій, у листопаді 1945 року пілоти повернулися до Мексики (літаки залишилися на Філіппінах, оскільки спочатку передавалися на умовах «ленд-лізу»), де одразу стали національними героями — сам президент особисто нагородив їх медалями, спеціально викарбованими з такої нагоди . Після повернення експедиційні ВПС припинили своє існування.
31 пілот отримав бойовий досвід, втрати становили п'ять осіб. Один з них, Фаусто Вега Сантандер, був збитий зенітним вогнем, інші загинули в аваріях через погані погодні умови та відмови техніки.
Результати бойової роботи 201-ї (мексиканської) винищувальної ескадрильї17[джерело?] :
- Кількість виконаних ударних вильотів - 85
- Вильотів на прикриття - 6
- Штурмових - 96
- Всього проведено в повітрі – 2824:00 години
- З них – у бойовій обстановці – 591:00 год.
- Скинуто бомб: 454-кг - 957 шт, 272-кг - 500 шт.
- Витрачено 12,7-мм патронів - 166922 шт.
- Втрачено літаків - 5
- Загинуло пілотів - 5

## У сучасній Мексиці
Історичні традиції "Ацтекських Орлів" продовжує Escuadrón Aéreo de Pelea 201 мексиканських ВПС, озброєний легкими штурмовиками "Пілатус" PC-7 .

## Деякі відомі військовослужбовці
- Полковник Антоніо Карденас Родрігес отримав звання бригадного генерала і з 1946 по 1952 командував військово-повітряними силами Мексики.
- Інший пілот експедиційних ВПС, Фернандо Ернандес Вега (Fernando Hernández Vega ), теж дослужився до генеральського звання і став першим мексиканським льотчиком, який здійснив політ на реактивному літаку.
- Два пілоти згодом були особистими пілотами мексиканських президентів: Карлос Гардуньо Нуньєс (Carlos Garduño Núñez) - у президента Адольфо Лопеса Матеоса, Хакобо Естрада Луна ( Jacobo Estrada Luna ) - у Мігеля Алемана.